# Obernau
Obernau è una frazione del comune di Neitersen nella Renania-Palatinato, in Germania.
Già comune autonomo è stato incorporato nel comune di Neitersen a partire dal 1º gennaio 2021.